# Detalmo Pirzio Biroli

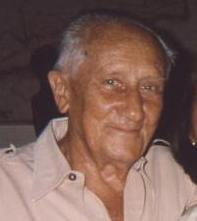
Detalmo Pirzio-Biroli (2000)

Detalmo Pirzio-Biroli (* 1915 im Friaul; † 30. März 2006 auf Castello di Brazzà, Italien) war ein italienischer Adeliger, Offizier, Widerstandskämpfer, Autor und EU-Diplomat. Er war mit der deutschen Adeligen Fey von Hassell verheiratet, der Tochter des deutschen Diplomaten und Widerstandskämpfers Ulrich von Hassell.

## Leben
Detalmo Pirzio-Biroli entstammte einem alten italienischen landsässigen Adelsgeschlecht. Er wurde als Sohn der Idanna Di Brazza und deren Ehemann Giuseppe Pirzio-Biroli, Bruder des italienischen Generals Alessandro Pirzio-Biroli, geboren. Er heiratete am 8. Januar 1939 die junge deutsche Adelige Fey von Hassell, die aufgrund der Verstrickung ihres Vaters Ulrich von Hassell beim Staatsstreichversuch gegen das NS-Regime und Adolf Hitler am 29. Juli 1944 Sondergefangene der SS von 1944 bis 1945 war.

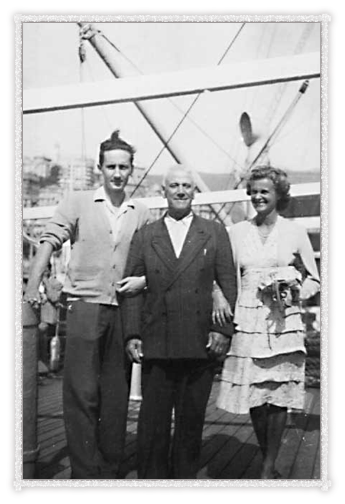
Detalmo Pirzio-Biroli (links) und seine Ehefrau Fey von Hassell (rechts) (1947)

Aus der Ehe gingen zwei Söhne und eine Tochter hervor:
- Corrado Pirzio-Biroli (* 25. November 1940 in Udine), italienischer Diplomat und Beamter der Europäischen Kommission, 1944–1945 in Sippenhaft.
- Roberto Pirzio-Biroli (* 25. Februar 1942),[3] Architekt und Lektor an der Universität für Weiterbildung Krems, 1944–1945 in Sippenhaft.
- Vivian Pirzio-Biroli (* 1948; † 1993)[4]

Detalmo Pirzio-Biroli war von 1940 bis 1944 Kavallerieoffizier in der italienischen Armee und schloss sich dem Widerstand an. Nach dem Zweiten Weltkrieg schloss er sein Studium der Rechtswissenschaften in Rom ab. Er ist Autor mehrerer Werke über Kulturanthropologie und Entwicklungszusammenarbeit.

## Karriere
Detalmo Pirzio-Biroli war nach der Befreiung von Norditalien Mitglied des Kabinetts des italienischen Ministerpräsidenten Ferruccio Parri. Von 1946 bis 1949 war er mit der Verwaltung des Familiengutes in Brazza beschäftigt, ehe er 1950 bis 1954 als Berater des Fachausschusses für den Marshallplan für Italien fungierte. Von 1954 bis 1958 hatte er den Posten des obersten Sekretärs im italienischen Staatssekretariat für Außenhandel inne. Von 1959 bis 1964 arbeitete er für den italienischen Ölkonzern ENI. 1964 wurde Pirzio-Biroli als Leiter einer EG-Mission im Senegal (1964–1972) und in Mali (1976–1980). Nach seinem Ausscheiden aus der EU-Kommission wirke er als Wirtschaftsberater des Präsidenten der Republik Senegal (1981–1983) und führte Beratungsmissionen in Afrika im Auftrag des IWF und der OSZE. Er lehrte Entwicklungszusammenarbeit an der Universität Triest.

## Werke (Auswahl)
- Der Aufbau der italienischen Streitkräfte, in Schweizer Monatshefte 6 (1952/1953) S. 383 385.
- Africa Nera, Verlag: La Terza, Bari 1979.
- Révolution culturelle africaine, Dakar Abidjan 1983.
- Il Sahel, sopravvivenza, autosufficienza, sviluppo, restaurazione dell'ecosistema, Verlag: Sansoni, Firenze 1986, ISBN 88-383-0029-1.